# Director’s Cut (Album)
Director’s Cut ist das neunte Studioalbum der englischen Sängerin und Komponistin Kate Bush. Es erschien ebenso wie das Nachfolgewerk 50 Words for Snow im Jahr 2011. Das Album enthält elf Stücke, die alle Neubearbeitungen von Titeln aus Bushs früheren Alben The Sensual World (1989) sowie The Red Shoes (1993) sind. Director’s Cut wurde unter Bushs eigenem Musiklabel Fish People veröffentlicht. Einzige Singleauskopplung ist der Titel Deeper Understanding.

## Produktion
Die elf Stücke des Albums sind für die Produktion von Director’s Cut nachbearbeitet und zum Teil neu eingespielt worden. Die Lieder sind überwiegend länger als in ihren Ursprungsversionen. Bush begründete ihre Motivation zur Neuaufnahme damit, dass sie mit ihren Alben der Jahre 1989 und 1993 bereits kurz nach deren Erscheinen nicht zufrieden war und insbesondere nicht mit dem Produktionsklang von The Red Shoes.
Auf mehreren Titeln des Albums wird der Gesang von der bulgarischen Band Trio Bulgarka beigesteuert. Bushs Sohn Albert McIntosh ist ebenso wie auf dem im gleichen Jahr erschienenen Nachfolgealbum 50 Words for Snow als Begleitsänger beteiligt. Hier spricht er die Computerstimme bei Deeper Understanding und singt auf weiteren Stücken.
Zum Einspielen der Musik wurde unter anderem der Schlagzeuger Steve Gadd engagiert.

## Inhalt
Das Stück Flower of the Mountain ist unter diesem Titel auf keinem der beiden Bezugsalben zu finden. Es handelt sich um das Titelstück des Albums The Sensual World, das Bush 1989 mit Textausschnitten des Schriftstellers James Joyce aufnehmen wollte. Da die Sängerin zum damaligen Zeitpunkt jedoch keine Erlaubnis hierfür von den Erben Joyce’ erhielt, verwendete sie einen eigenen Text. Anlässlich der Wiederaufnahme und Neuarrangierung des Titels gaben selbige jedoch eine Freigabe, so dass Bush den Text von Joyce einsang.
Titelliste
1. Flower of the Mountain – 5:15
2. Song of Solomon – 4:45
3. Lily – 4:05
4. Deeper Understanding – 6:33
5. The Red Shoes – 4:58
6. This Woman's Work – 6:30
7. Moments of Pleasure – 6:32
8. Never Be Mine – 5:05
9. Top of the City – 4:24
10. And so Is Love – 4:21
11. Rubberband Girl – 4:37

## Rezeption

### Rezensionen
Das Musikmagazin Rolling Stone äußerte sich kritisch und bezeichnete das Album als Kate Bushs „Privatvergnügen“, das eine Veröffentlichung nicht rechtfertigen würde. Wer die Originalalben besäße, würde keinen Mehrwert erhalten. Positive Kritiken betonten, dass durch mehrmaliges Hören die Stücke auf dem Album besser zur Geltung kämen als in ihren Ursprungsaufnahmen.
Die Kritikerplattform Metacritic verlieh einen Metascore von 80 aus 100 Punkten und wies eine Nutzerwertung von 7,8 aus 10 Punkten aus.

### Charts und Chartplatzierungen
Director’s Cut erreichte erstmals am 27. Mai 2011 auf Rang elf die deutschen Albumcharts, was zugleich die beste Chartnotierung darstellte. Bis zum 24. Juni 2011 platzierte sich die Kompilation fünf Wochen in den Top 100. In Österreich platzierte sich das Album lediglich eine Woche in den Charts und belegte dabei am 27. Mai 2011 Rang 35. In der Schweiz konnte sich das Album fünf Wochen in den Charts platzieren und erreichte in der ersten Chartwoche vom 29. Mai 2011 mit Rang 23 seine beste Platzierung. Im Vereinigten Königreich stieg Director’s Cut am 22. Mai 2011 ein und belegte den zweiten Rang, es musste sich lediglich 21 von Adele geschlagen geben. Das Album konnte sich acht Wochen in den Charts platzieren, davon eine in den Top 10.
Director’s Cut avancierte für Bush zum jeweils zehnten Chartalbum in Deutschland und dem Vereinigten Königreich sowie zum fünften Chartalbum in der Schweiz und dem vierten in Österreich. Im Vereinigten Königreich ist es zugleich ihr zehntes Top-10-Album.
| ChartsChartplatzierungen     | Höchstplatzierung | Wochen |
| ---------------------------- | ----------------- | ------ |
| Deutschland (GfK)            | 11 (5 Wo.)        | 5      |
| Österreich (Ö3)              | 35 (1 Wo.)        | 1      |
| Schweiz (IFPI)               | 23 (5 Wo.)        | 5      |
| Vereinigtes Königreich (OCC) | 2 (8 Wo.)         | 8      |

| ChartsJahrescharts (1980)    | Platzierung |
| ---------------------------- | ----------- |
| Deutschland (GfK)            | 58          |
| Vereinigtes Königreich (OCC) | 27          |

### Auszeichnungen für Musikverkäufe
| Land/Region                  | Auszeichnungen für Musikverkäufe (Land/Region, Auszeichnung, Verkäufe) | Verkäufe |
| ---------------------------- | ---------------------------------------------------------------------- | -------- |
| Vereinigtes Königreich (BPI) | Gold                                                                   | 100.000  |
| Insgesamt                    | 1× Gold ·                                                              | 100.000  |